# Danielle Hamilton-Carter
Danielle Evelyn Hamilton-Carter (Stoccolma, 23 gennaio 1990) è una cestista svedese.

## Carriera
Con la Svezia ha disputato tre edizioni dei Campionati europei (2013, 2015, 2019).